# Andrew Newberg
Andrew B. Newberg (1966) es un neurocientífico, divulgador y escritor estadounidense. Actual director de investigación en el Instituto Marcus de Salud Integrada en el Hospital Universitario Thomas Jefferson, es prominente investigador de la neurología de la religiosidad y promotor de la disciplina conocida como neuroteología, incluyendo investigaciones sobre la meditación budista, aunque también tiene a su nombre avances en los ámbitos de la depresión clínica, la enfermedades de Alzheimer y Parkinson, la medicina nuclear y el uso de neuroimagen.

## Filmografía
- ¿¡Y tú qué sabes!? (2004)
- Religulous (2008)